# MT-LB
L'MT-LB (rus: Многоцелевой Тягач Легкий Бронированный, romanitzat:  Mnogotselevoy tyagach legky bronirovanny, literalment "vehicle de remolc polivalent") és un vehicle blindat de combat amfibi d'origen soviètic per al transport d'artilleria i tropes, introduït a finals de la dècada dels 60, basat en el xassís del tanc lleuger amfibi PT-76.
Aquest model està lleugerament blindat, amb un gruix de 7-14 mm d'acer, i va armat amb una metralladora NSV de 12,7 mm. Per desplaçar-se fa servir un motor dièsel YaMZ-238V, que li permet assolir velocitats de 62 km/h amb un abast de 500 km per carretera. Inicialment era un vehicle dissenyat per arrossegar peces d'artilleria i desplaçar els seus servidors, però amb el temps l'MT-LB ha estat emprat en una gran varietat de rols, inclòs el transport de fins a onze soldats.
El desenvolupament de l'MT-LB va començar a la dècada dels 60 per substituir els tractors d'artilleria AT-P. El disseny va ser ràpid, gràcies a l'ús de parts estandarditzades, i la fabricació en sèrie va començar a principis dels 70. A causa del seu cost reduït i la seva fiabilitat a camp a través es va convertir ràpidament en un vehicle clau de les Forces Armades de la Unió Soviètica. S'estima que se n'han produït més de 12.000 unitats i s'han dissenyat 80 variants per a rols diferents. L'any 2022 era un vehicle que continuava en actiu a diferents arsenals arreu del món, particularment a antics estats del Pacte de Varsòvia.

## Desenvolupament
El disseny de l'MT-LB va començar a la dècada dels 60, amb l'objectiu de substituir el tractor d'artilleria AT-P (i els menys habituals AT-L, AT-S i AT-T). El tractor AT-P va ser dissenyat per Astrov, buró OKB-40, de Mitisxi i fou fabricat entre 1954 i 1962. Aquest blindat, en combat, s'esperava que operés a la vora del front. Tot i això, el compartiment de tropa on anaven els servidors de les peces d'artilleria era descobert, deixant els artillers en una posició vulnerable a foc d'armes lleugeres o fragments de metralla. Adoptat per les Forces Armades de l'URSS el 1964 mitjançant resolució del Consell de ministres de l'URSS No. 1030-401.

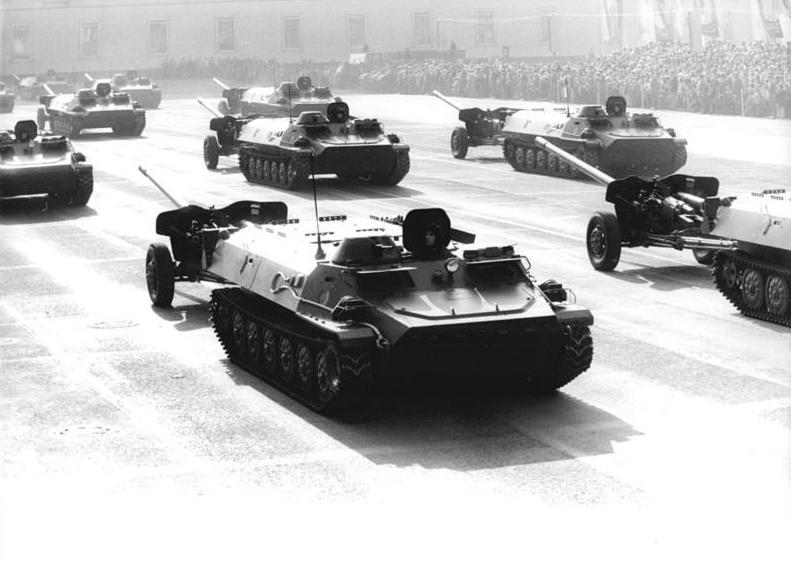
Blindats MT-LB durant la desfilada del 28è aniversari de la fundació de la RDA.

El primer resultat del projecte fou un tractor no blindat fet d'alumini, denominat MT-L, basat en el xassís del tanc lleuger amfibi PT-76. El desenvolupament continuaria amb l'addició de blindatge i per accelerar-ne el progrés es van fer servir components estandarditzats, especialment parts de la suspensió i el motor de camió YaMZ-238V de 240 CV. El resultat fou un vehicle barat i fiable, la producció en sèrie va començar a la planta de tractors de Khàrkiv però més endavant també seria fabricat sota llicència a Bulgària i Polònia. L'MT-LB també ha estat exportat a diferents estats d'arreu del món.

## Característiques
El buc de l'MT-LB és d'acer soldat, amb un gruix de blindatge d'entre 7 i 14 mm, amb un perfil baix i allargat. El compartiment de la tripulació, al davant, té el motor just rere seu, i està connectat amb el compartiment de la tropa al darrere de tot. Aquests blindats tenen una disposició semblant a la de la majoria de blindats soviètics. El conductor s'assenta al frontal esquerra i té un parabrisa, amb una protecció abatible, i a sobre seu té una escotilla i tres periscopis. A dreta del conductor hi ha el comandant del vehicle, que disposa d'un altre parabrisa protegit, una escotilla i dos periscopis. En combat el comandant també ha de servir la torreta, que està lleugerament endavant i a la dreta. Generalment el conductor i el comandant disposen d'aparells de visió nocturna i tot el vehicle té protecció contra agents NBQ.

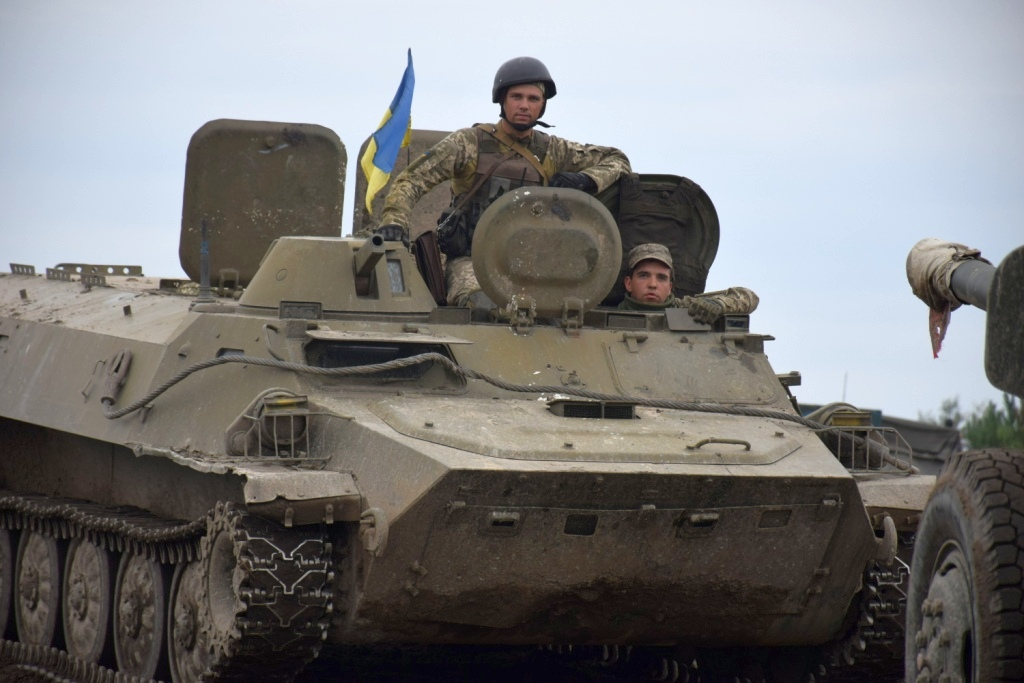
Vista frontal d'un MT-LB ucraïnès, on es poden apreciar les escotilles i la torreta del vehicle.

L'armament principal de l'MT-LB és una metralladora PKT muntada a la torreta, que disposa de 2.500 cartutxos del calibre 7,62 mm. La tripulació i la tropa estan connectats per un estret passadís. El compartiment de tropa està equipat amb seients de tela, muntats als laterals del vehicle, amb capacitat per 11 soldats. Per entrar i sortir, la tropa té dues portes al darrere del buc i dues escotilles a sobre seu. Cada porta del darrere disposa d'una espitllera per disparar i cada lateral té un espitllera per observar i una altra per disparar.
El sistema de tracció està compost per sis rodes de rodament, una roda motriu davantera i una roda dentada al darrere. Les rodes estan connectades a una suspensió per barres de torsió estàndard. El motor del vehicle és un dièsel de 8 cilindres en V, model YaMZ-238V de 179 kW a 2.100 rpm, ubicat al centre-esquerra del vehicle, rere el conductor. Aquest conjunt permet que l'MT-LB assoleixi velocitats de 62 km/h per carretera i tingui un abast d'uns 500 km. La capacitat de càrrega de l'MT-LB és d'uns 2.000 kg a dins del vehicle i 6.500 kg en un tràiler o arrossegant una peça d'artilleria. El vehicle també té capacitats amfíbies limitades: abans d'entrar a l'aigua s'ha d'abatre una planxa frontal per millorar la flotació i s'han d'activar les bombes de sentina. A l'aigua s'impulsa mitjançant les erugues del blindat a una velocitat màxima de 4-6 km/h.

## Historial del Servei
Els primers operadors de l'MT-LB foren les Forces Armades de la Unió Soviètica i els membres del Pacte de Varsòvia, que el van adoptar en grans quantitats. L'MT-LB va ser un èxit per la seva versatilitat, bona mobilitat camp a través i pel seu baix cost. En comparació amb el BMP-1, que havia estat introduït aproximadament al mateix temps, l'MT-LB era molt més assequible i s'especula que podria haver estat una 'assegurança' en cas que el BMP-1 fos un fracàs. Durant aquesta etapa l'MT-LB fou emprat en la majoria d'enfrontaments on va participar la Unió Soviètica, destacant especialment la guerra afgano-soviètica. Després del col·lapse de l'URSS, va ser utilitzat en gairebé tots els principals conflictes armats a l'espai post soviètic.
Durant la Guerra Freda, la Unió Soviètica va subministrar nombrosos blindats als estats simpatitzats amb l'òrbita comunista com Egipte, Síria, Iraq. Alguns d'aquests MT-LB han participat en el conflicte arabo-israelià. També es van exportar MT-LB a altres estats com Nigèria, Bangladesh, Angola, Mongòlia o Iugoslàvia.
Després de la dissolució de la Unió Soviètica, els MT-LB es van repartir entre els diferents nous estats. Molts estats han mantingut en actiu aquests blindats des d'aleshores. Els MT-LB han participat a la majoria de conflictes posteriors a la zona com la Guerra de l'Alt Karabakh, a les guerres Txetxenes o la Invasió russa d'Ucraïna del 2022.

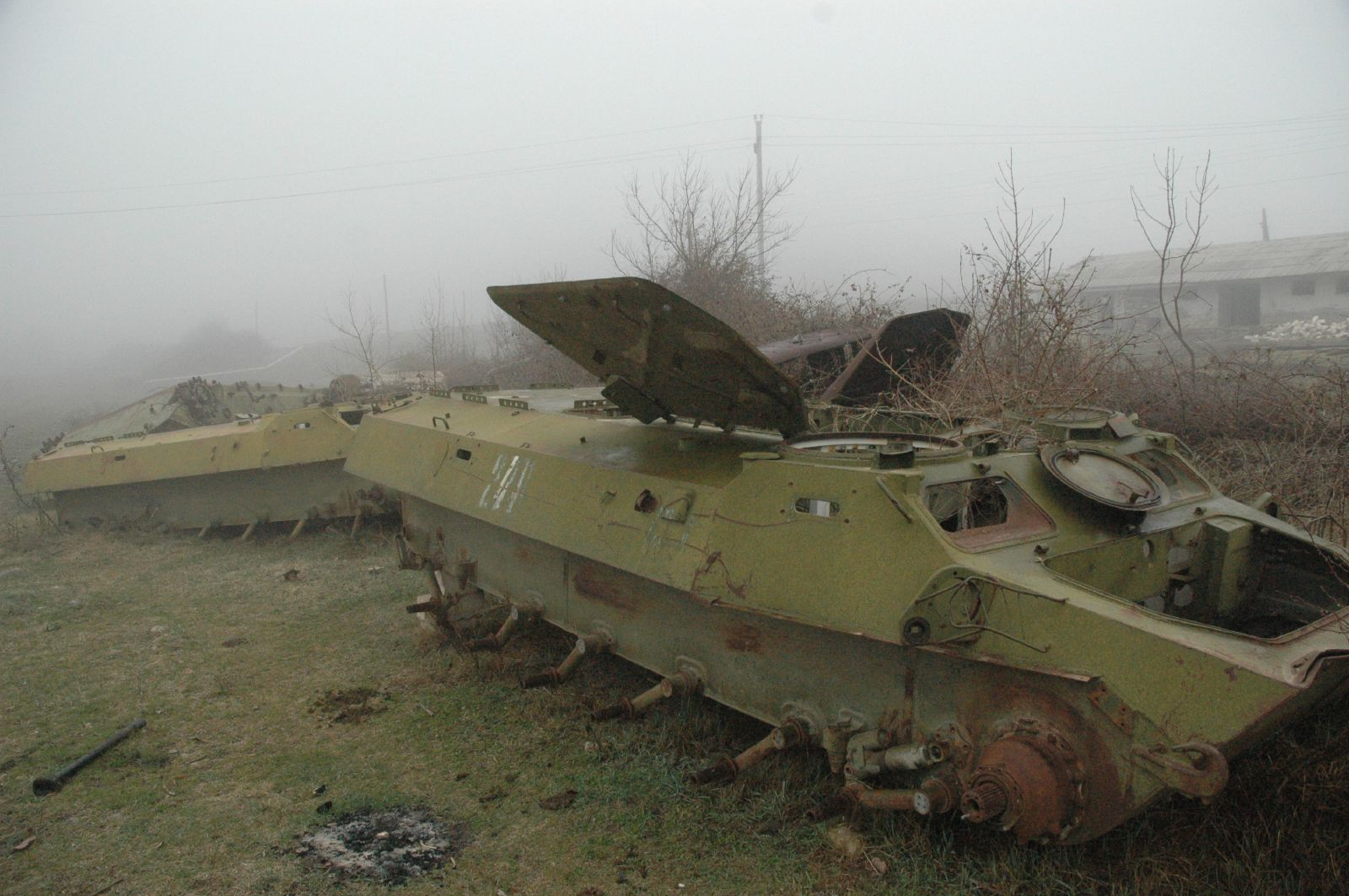
Blindats MT-LB azerbaidjanesos destruïts per forces armènies durant la Guerra de l'Alt Karabakh, fotografiats el 2005.

Altres estats formats després de la URSS van decidir desmantellar-los o vendre els seus estocs de MT-LB. Per exemple, Alemanya va vendre 460 MT-LB a Suècia, que els va denominar Pbv 401. Els EUA van aconseguir diversos MT-LB, que té en actiu per fer simulacions d'enfrontaments contra forces hostils.
MT-LB té sobrenoms entre les tropes: "motolyga", "motolab", "emteelbeshka".
Després del col·lapse de l'URSS, la base de producció MT-LB es va mantenir al territori d'Ucraïna. En el xassís d'aquest vehicle, la planta de tractors de Khàrkiv ha desenvolupat i produït el vehicle tot terreny civil HTZ-3N.

## Experiència en l'ús de combat
Entre els militars, que tenen una comprensió indirecta d'aquest vehicle, hi ha una opinió sobre ell com un vehicle de baixa velocitat, mal protegit, amb una potència de foc feble. Aquesta aproximació al MT-LB es basa en una anàlisi comparativa d'aquest vehicle de combat amb vehicles de combat d'infanteria i vehicles blindats de transport de personal.
La valoració erròniament negativa del MT-LB té les seves arrels en una comparació de les seves característiques com a vehicle de combat d'infanteria. No té en compte el fet que MT-LB, d'una banda, i BMP/APC, d'altra banda, són classes d'equips militars completament diferents.
A diferència dels vehicles de combat d'infanteria, vehicles blindats de transport de personal i vehicles de combat d'infanteria, quan es va dissenyar el MT-LB, l'objectiu no era crear un vehicle de combat de suport d'infanteria. Va ser dissenyat originalment com un vehicle tot terreny per al transport de càrrega, un tractor per remolcar peces d'artilleria, un xassís per muntar diversos dispositius i també com una ambulància.
Tenint en compte els requisits, l'armadura lleugera i la metralladora Kalàixnikov no es consideren un desavantatge, sinó un avantatge. De fet, a diferència d'un camió de l'exèrcit convencional, les funcions de les quals realitza, el MT-LB té un accionament sobre oruga, que augmenta la seva maniobrabilitat, blindatge antibales i armament de metralladora. El tractor no està pensat per a un ús ofensiu. Té armes de metralladora exclusivament per a la seva pròpia defensa.
L'experiència de la guerra afganesa va demostrar que, a més del seu propòsit directe, el MT-LB podria, si fos necessari, protegir-se eficaçment no només amb el foc de metralladores, sinó també els equips d'armes als quals el vehicle estava assignat com a tractor.